# Univerzita Panthéon-Assas
Univerzita Panthéon-Assas (francouzsky université Panthéon-Assas, nebo Paris II) francouzsky plným názvem Université Panthéon-Assas je francouzská vysoká škola a jedna z univerzit, které vznikly rozdělením starobylé Pařížské univerzity v roce 1971. Hlavní sídla školy jsou v Paříži v Latinské čtvrti na náměstí Place du Panthéon v 5. obvodu a v ulici Rue d'Assas v 6. obvodu. Její název je odvozen od pařížského Pantheonu a této ulice. Škola je známá především pro svou výuku práva a ekonomie, ale zaměřuje se též na studium politologie či sociálních věd.

## Historie
Univerzita vznikla 1. ledna 1971 z bývalé fakulty práva a ekonomiky při rozdělení Pařížské univerzity v důsledku událostí z května 1968. K univerzitě byl připojen i Institut français de presse (Francouzský tiskový institut) existující od roku 1937. Svůj současný název používá univerzita od 14. března 1990.

## Sídla
Univerzita má budovy rozmístěné především v 5. a 6. obvodu, ale i jinde v Paříži. K univerzitě náleží rovněž Institut de Droit et d'économie (Ústav práva a ekonomiky), který sídlí v Melunu.
- 5. obvod
  - Place du Panthéon č. 12: Institut d'études judiciaires (Ústav soudních studií), Institut de criminologie (Ústav kriminologie), Institut des hautes études internationales (Ústav mezinárodního práva), Institut de droit romain (Ústav římského práva). V této budově naproti Pantheonu sídlí rovněž Univerzita Paříž I.
  - Rue Saint-Jacques č. 158: Institut Cujas, Centre de finances publiques et de fiscalité (Centrum veřejných financí a daní), Centre de recherche en droit administratif (Výzkumné centrum správního práva), Centre d'études constitutionnelles et politiques (Centrum ústavních a politických studií), Centre de recherche sur les droits de l'homme et le droit humanitaire (Výzkumné centrum pro lidská práva a humanitární právo) a laboratoř právní sociologie.
  - Rue Saint-Jacques č. 295: Association française de science économique (Francouzská asociace ekonomických věd).
  - Rue Thénard č. 10: Centre d'études et de recherches de science administrative (Centrum pro studium a výzkum správní vědy).
  - Rue d'Ulm č. 1: Centre de droit américain (Centrum amerického práva), Institut Michel Villey pour la culture juridique et la philosophie du droit (Ústav Michela Villeyho pro právní kulturu a filozofii práva).

- 6. obvod
  - Rue d'Assas č. 92: učebny pro 2. a 3. ročník bakalářského a 1. ročník magisterského studia.
  - Avenue Vavin č. 5-7: učebny pro magisterské studium ekonomie, Laboratoire d'économie moderne (Laboratoř moderní ekonomie).
  - Rue de Vaugirard č. 118-122: Institut de préparation à l'administration générale (Přípravný ústav pro veřejnou správu), Institut de droit des affaires (Ústav obchodního práva), École de Droit et Management de Paris (Škola práva a managementu v Paříži) a Centre de formation permanente (Centrum dalšího vzdělávání).
  - Rue Blaise Desgoffe č. 4: Institut français de presse (Francouzský tiskový institut).

- 7. obvod
  - Rue Saint-Guillaume č. 28: Institut de droit comparé (Ústav srovnávacího práva)

- 13. obvod
  - Rue Charcot č. 36: učebny pro 3. ročník bakalářského a 1. a 2. magisterského studia managementu a nových technologií

- 15. obvod
  - Rue de Vaugirard č. 391: učebny pro 1. ročník bakalářského studia práva, 2. ročník bakalářského studia ekonomie, správní ekonomie a sociální ekonomie

## Významní absolventi
- Emmanuel Coulon, francouzský právník a kancléř Soudního dvora Evropské unie
- Rachida Dati
- Jean-Marie Le Pen, předseda strany Národní fronty (od 1972 do 2011)
- Marine Le Pen, předseda strany Národní fronty (od 16. ledna 2011)
- Alain Madelin, bývalý francouzský ministr financí
- Panajotis Pikramenos
- Jean-Pierre Raffarin, bývalý francouzský premiér
- Dominique de Villepin, bývalý francouzský premiér